# Erhard Landt
Erhard Landt (* 22. Juni 1900 in Teterow; † 1. Januar 1958 in Berlin) war ein deutscher Physiker und Hochschullehrer.

## Leben
Nach dem Besuch eines Realgymnasiums studierte Landt von 1918 bis 1924 Mathematik, Physik und Chemie an den Universitäten Rostock, Frankfurt, Göttingen und Hamburg. Er wurde 1924 an der Universität Hamburg bei dem jüdischen Physiker Otto Stern promoviert und 1925 an der Technischen Hochschule Berlin Mitarbeiter von Max Volmer. Von 1927 bis 1937 war er an dem von Oskar Spengler geleiteten Institut für Zuckerindustrie tätig. Im Juni 1932 habilitierte sich Landt an der Landwirtschaftlichen Hochschule Berlin für das Fach Zuckertechnologie. Zum 1. Januar 1932 trat er der NSDAP bei (Mitgliedsnummer 866.810) und schloss sich auch der SA an. Von 1936 bis 1942 war Landt Dozentenbundführer und Leiter der Dozentenschaft an der Universität Berlin. 1937 wurde er als Nachfolger Otto von Baeyers beamteter außerordentlicher Professor an der Universität Berlin, deren Prorektor er auf Betreiben von Joseph Goebbels wurde. Im Jahr darauf folgte die ordentliche Professur. 1943 wurde Landt einberufen, erhielt aber für Vorlesungen eine Freistellung. 1945 wurde Landt entlassen. Im Spruchkammerverfahren wurde er 1948 als „Mitläufer“ eingestuft. 1948 folgte Landt einer Berufung an die Universität Saarbrücken, ging aber 1952 nach Berlin zurück.
Landt starb am Neujahrstag 1958 an den Folgen eines Herzinfarkts. In seinen letzten Lebensjahren hat er die Physik der Faserfilter erforscht.